# Izquierda Ciudadana
Izquierda Ciudadana (IC) fue un partido político chileno de izquierda fundado el 26 de julio de 2012. Surgió como la unión de la Izquierda Cristiana con varios movimientos políticos y sociales, los que terminaron convergiendo en una sola colectividad. Tras las elecciones parlamentarias de 2017, donde no logró elegir diputados, el partido inició su proceso de fusión con MAS Región para formar Mas Izquierda Ciudadana.
Fue miembro del pacto Por un Chile justo que compartió con el Partido Comunista, Partido por la Democracia y el Partido Radical Socialdemócrata. Formó parte de la coalición Nueva Mayoría.
En abril de 2014 el partido fue declarado como disuelto por el Servicio Electoral tras no alcanzar el 5% mínimo de votos en las elecciones parlamentarias de 2013. El 20 de abril de 2015, el partido anunció su intención de volver a legalizarse. En marzo de 2016 fue aceptada su reinscripción en las regiones de Arica y Parinacota, Tarapacá, de O'Higgins y del Maule.

## Declaración de principios
Según su declaración de principios, el partido fue creado "como un aporte al desafío de ensanchar en forma creciente los espacios de participación, representación y expresión política ciudadana".
También afirma que su desafío es derrotar políticamente a la derecha y, fundamentalmente, desarrollar un proceso de "Revolución Ciudadana".

## Historia

### Formación

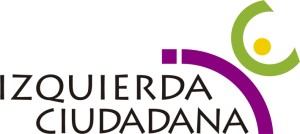
Primer logo de la Izquierda Ciudadana (2012-2014).

La historia de Izquierda Ciudadana se remonta al 21 de mayo de 2011 con el nacimiento del Movimiento Amplio de Izquierda  (MAIZ) compuesto en su origen por la Izquierda Cristiana (IC), Nueva Izquierda (NI), el Partido Socialista Allendista (PSA) y la Acción Socialista Allendista, entre otros grupos y organizaciones sociales. Entre sus fundadores se encontraban el diputado Sergio Aguiló y el exministro de Minería de Salvador Allende, Pedro Felipe Ramírez.
De estos grupos, la IC, Nueva Izquierda y Acción Socialista Allendista decidieron unirse en un solo partido, convocando también a la gran masa de independientes identificados con la izquierda desencantados con el escenario político vigente. En el Servicio Electoral apareció con la inscripción del Partido Izquierda Cristiana, que por ese entonces estaba legalizado en las regiones de Arica y Parinacota, Tarapacá y Antofagasta. El año 2013, el registro electoral confirmó que la Izquierda Ciudadana se trataba de un cambio de nombre legal de la antigua Izquierda Cristiana.
En las elecciones municipales de 2012 se sumó a la coalición Por un Chile Justo, formada también por el Partido Comunista (PCCh), Partido por la Democracia (PPD) y el Partido Radical Socialdemócrata (PRSD), presentando varios candidatos a concejales como independientes en el subpacto comunista y a alcaldes bajo un pacto de omisión con la Concertación. 

### Nueva Mayoría

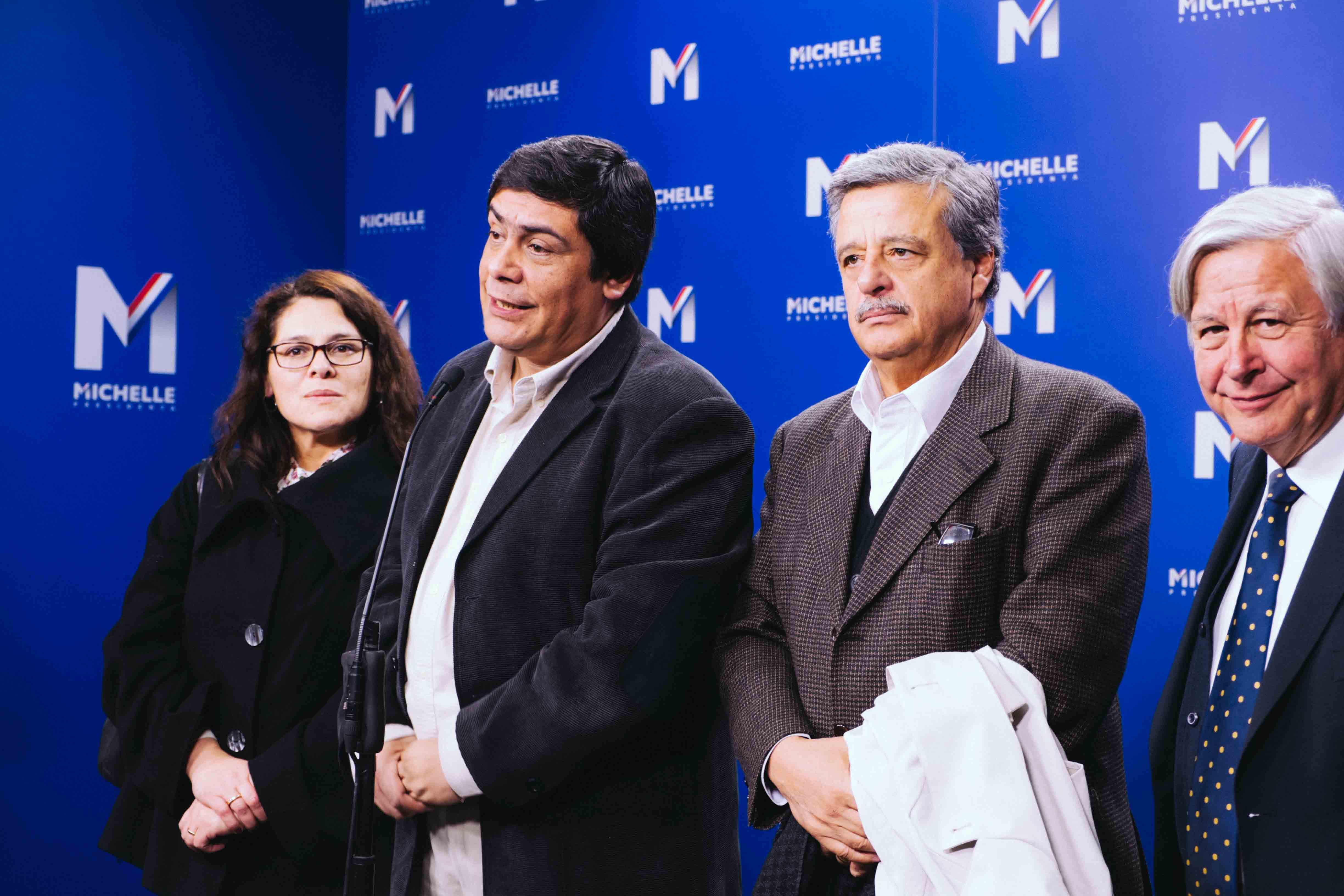
Directiva de la Izquierda Ciudadana en 2013.

Participó en las primarias presidenciales de la oposición en el pacto Nueva Mayoría, entregando su apoyo a la candidata socialista Michelle Bachelet para enfrentar a la derecha en la elección de 2013. También presentó las candidaturas parlamentarias de Gonzalo Rovira (Pudahuel), Sergio Aguiló (Talca) y Leopoldo Pineda (Puerto Montt).
Luego del triunfo electoral de Bachelet, la Izquierda Ciudadana ingresó directamente al gobierno mediante la designación de Víctor Osorio Reyes como ministro de Bienes Nacionales. Osorio fue reemplazado en la presidencia de la IC por el hasta entonces secretario general de la colectividad, Cristián Méndez. En abril de 2014, el Servicio Electoral decretó la desaparición oficial del partido, sin embargo continuó siendo considerado como una colectividad independiente dentro de la organización de la Nueva Mayoría, lo que después quedó consolidado con el inicio de sus trámites de reinscripción.
El 16, 17 y 18 de enero de 2015 se realiza el Primer Congreso Nacional, de la Izquierda Ciudadana de Chile en el cual eligió a sus nuevas máximas autoridades, con la asistencia de 296 delegados acreditados, provenientes desde Arica a Punta Arenas, reunidos en el edificio del Ex Congreso Nacional. En el proceso de Congreso se acreditaron 75 estructuras, 71 de ellas de carácter territorial y extendidas en 14 regiones del país, más cuatro estructuras funcionales (Trabajadores, Jóvenes, Mujeres y Diversidad).
Por la unanimidad de los(as) delegados (as), el Congreso de la IC eligió al Diputado, Sergio Aguiló como su Presidente. 18 integrantes de la Comisión Política, Diego Ancalao Gavilán, Bernarda Valenzuela, Humberto Paillaleo, Rosario Ancamilla, Darío Salas, Iván Cabezas, Braulio Meza, Matías Valenzuela, Bernarda Pérez, Claudio Chandía, Tamara Muñoz, Leopoldo Pineda, Bárbara Vallejos, Roxana Vigueras (Consejera Regional, CORE Región Tarapacá), Francisco Parraguez Leiva (Consejero Regional, CORE Región del Libertador Bernardo O’Higgins), Guillermo Cortés, Catalina Fernández y Víctor Osorio Reyes.
El 8 de agosto de 2015 en el marco de la realización de su Consejo General con delegados de todo el país, el diputado Sergio Aguiló reasumió sus funciones como presidente del partido Izquierda Ciudadana (IC), tras dos meses en que permaneció alejado del cargo por problemas de salud, interinamente el dirigente mapuche y vicepresidente de la IC Diego Ancalao Gavilán presidía el partido. Además el Consejo General aprobó un conjunto de propuestas orgánicas para potenciar el trabajo de la organización, que tiene presencia en todas las regiones del país.
El 13 de agosto de 2015 se publica el extracto de Partido en formación en el Diario Oficial de la República de Chile y su directiva central provisional compuesta por: Presidente Sergio Aguiló, Secretaria General Bernarda Pérez y Tesorero Braulio Meza.
En las Municipales del año 2016 conforman el pacto de concejales "Con la Fuerza del Futuro" junto al Partido Radical Socialdemócrata y el Mas-Región, obteniendo electos 8 concejales. En alcaldes conforman el pacto Nueva Mayoría resultando electo por la comuna de Cerro Navia Mauro Tamayo Rozas.

### Crisis
Hacia el año 2016, fue elegido presidente de la Izquierda Ciudadana el consejero regional de O'Higgins, Francisco Parraguez Leiva. Su dirección generó críticas al interior del partido, especialmente por la investigación de fraude al fisco que pesaba en su contra.
Pese a esto, Parraguez siguió al mando de la IC, lo que finalmente provocó la renuncia del diputado Sergio Aguiló al partido. A esta salida también se sumó la del embajador de Chile en Venezuela, Pedro Felipe Ramírez, la subsecretaria de la Mujer, Bernarda Pérez, el expresidente de la IC, Diego Ancalao, y directivos de las regiones del Maule, Araucanía, Tarapacá y Aysén. Los renunciados aseguraron que seguirían respaldando al gobierno de Michelle Bachelet como independientes.
En las elecciones parlamentarias de 2017 se presentó en la lista Convergencia Democrática junto al Partido Demócrata Cristiano y MAS Región. Al no elegir ningún diputado, quedó en riesgo de disolución por parte del Servicio Electoral. En la presidencial respaldó al senador independiente Alejandro Guillier, quien fue derrotado por Sebastián Piñera en el balotaje. En mayo de 2018 se confirmó que estaba en trámite para fusionarse con MAS Región.
En agosto de 2019, ex dirigentes de la disuelta Izquierda Ciudadana como su primer y último presidente: el exministro Victor Osorio Reyes y Francisco Parraguez— se unieron al Partido Progresista (PRO).

## Identidad visual

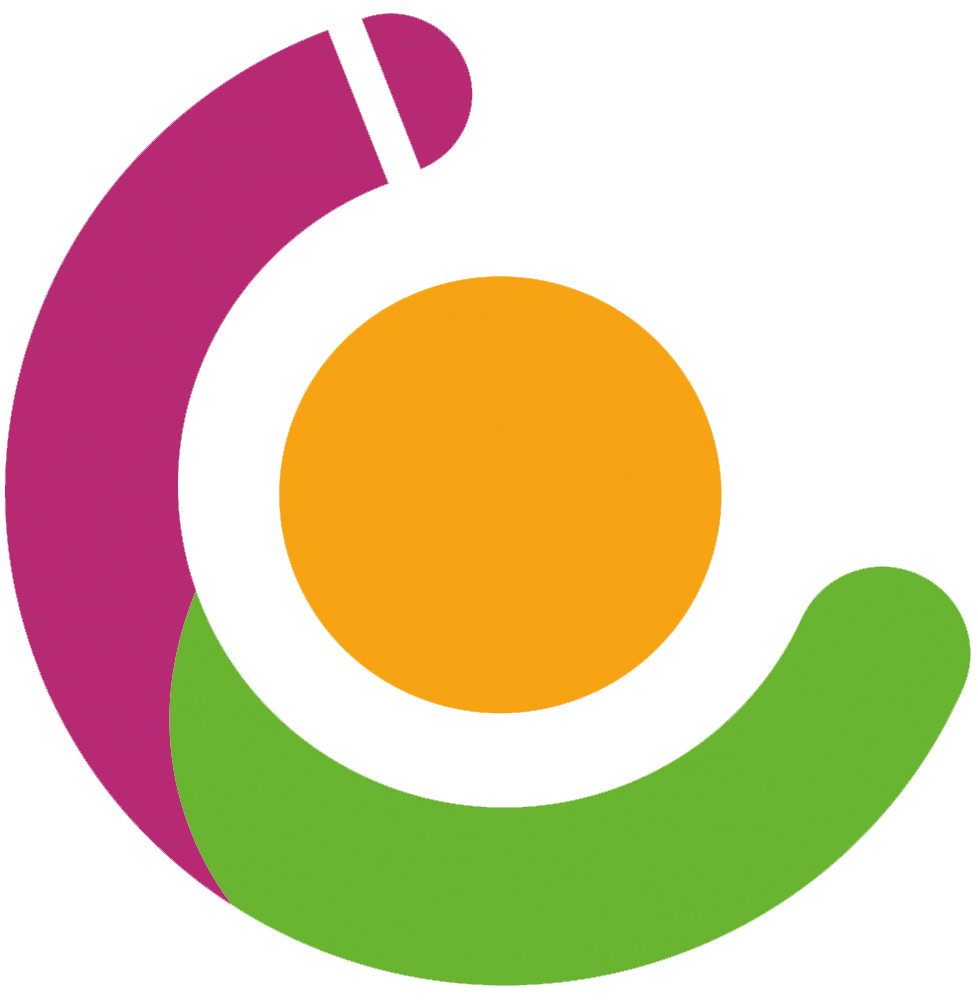
Isotipo de la IC.

Está conformado por un círculo central rodeado por un módulo similar a una letra c que se inclina en su propio eje hacia la izquierda. Las terminaciones son curvas, en su parte superior se produce un quiebre al llegar a su terminación formando un semicírculo que permite visualizar entre la letra “c” un punto que semeja la letra “i” en forma abstracta.
Finalmente en el cuadricular inferior izquierdo del logo produce una curva producto del cambio de color del relleno. Los colores son fondo blanco, parte superior de la “c” violeta, parte inferior de la misma letra verde y el punto naranja, en la parte inferior de dicho logo se escribe “Izquierda Ciudadana” en letra negra y con mayúsculas.

## Resultados electorales

### Elecciones parlamentarias
|  | 0,64 % |

|  | 0,24 % |

### Elecciones municipales
|  | 1,18 % |

|  | 1,90 % |

### Elecciones de consejeros regionales
|  | 0,23 % |

|  | 0,17 % |

## Autoridades
| Elección                   | Región                 | Cargo     | Distrito     | Nombre                    | Período   |
| -------------------------- | ---------------------- | --------- | ------------ | ------------------------- | --------- |
| Parlamentarias 2009        | VII Región del Maule   | Diputado  | Distrito 37  | Sergio Aguiló Melo        | 2010-2014 |
| Municipales 2012           | VI Región de O'Higgins | Alcalde   | San Fernando | Luis Berwart Araya        | 2012-2016 |
| Municipales 2012           | VI Región de O'Higgins | Concejal  | Olivar       | Sergio Aravena Flores     | 2012-2016 |
| Municipales 2012           | VI Región de O'Higgins | Concejal  | Requínoa     | Rolando Guajardo Arévalo  | 2012-2016 |
| Municipales 2012           | VI Región de O'Higgins | Concejal  | Rengo        | Ulises González Quezada   | 2012-2016 |
| Parlamentarias 2013        | VII Región del Maule   | Diputado  | Distrito 37  | Sergio Aguiló Melo        | 2014-2018 |
| Consejeros regionales 2013 | I Región de Tarapacá   | Consejero | Iquique      | Roxana Vigueras Cherres   | 2014-2018 |
| Consejeros regionales 2013 | VI Región de O'Higgins | Consejero | Cachapoal II | Francisco Parraguez Leiva | 2014-2018 |
| Municipales 2016           | Región Metropolitana   | Alcalde   | Cerro Navia  | Mauro Tamayo Rozas        | 2016-2020 |

## Presidentes
- Victor Osorio Reyes (2012-2014)
- Cristián Méndez Cerda (2014-2015)
- Sergio Aguiló Melo (2015)[30]
- Diego Ancalao Gavilán (interino, 2015)
- Sergio Aguiló Melo (2015-2016)
- Francisco Parraguez Leiva (2016-2018)